# هشام منصور (كاتب)
هشام منصور (بالإنجليزية: Hesham Mansour)‏ كاتب ساخر وإعلامي مصري، مقدم برنامج أخر الليل على قناه النهار

## السيرة الذاتية
ولد هشام في القاهرة لأبوين مصريين، تخرج من الأكاديمية العربية للعلوم والتكنولوجيا عام 2006 كلية الهندسة، إشتهر بكتاباته الساخره علي مواقع فيس بوك وتويتر ثم قدم وكتب البرنامج الساخر (العلم والإيماو)  الذي أذيع عبر شبكة الإنترنت، أما أول تجاربه في السينما فكانت من خلال مشاركته في كتابة سيناريو فيلم (كدبة كل يوم) مع السيناريست شريف الألفي، شارك في برنامج أسعد الله مساءكم الذي يقدمه أكرم حسني كرئيسا لورشة الكتابة

## أعمالة الفنية
- شارك باسم يوسف في برنامج B+ علي موقع يوتيوب ثم استمر مع باسم وأصبح كاتب والcreative director لبرنامج البرنامج علي قناة أون تي في
- شارك أيضا باسم يوسف في كتابة برنامج أمريكا بالعربي ثم إتجه للعمل بالإعلانات بوكالتي jwt وsaatchi and saatchi وأشهر إعلاناته إعلان ماكسيبون صاحب الجملة الشهيرة “خد فشار” وإعلان مورو “إديني حنان”
- في عام 2012 قام بعمل الموسم الأول من برنامج العلم والإيماو برنامج ساخر علي موقع يوتيوب من تقديمه وكتابته وإخراجه بمشاركة بعض أصدقائه في الكتابة
- قدم هشام أول فيلم سينمائي شاركه في كتابته شريف الألفي وشاركهم في التأليف وسام وجيه الليثي، الفيلم من بطولة عمرو يوسف ودرة ودينا الشربيني ومحمد ممدوح، الفيلم كان يناقش مشاكل العلاقات الزوجية ولاقي نجاحا جماهيريا [3][4][5]

- في مارس عام 2017 قدم الموسم الأول من برنامجه التليفزيوني الساخر «آخر الليل [6][7] مع هشام منصور»، البرنامج يناقش مواضيع اجتماعية بأسلوب ساخر ويقدم سكتشات كوميدية مع مجموعة من الفنانين الشباب الموهوبين [8][9]

## إنجازاته
- حصل مع jwt علي جائزة الجائزة إيفي الذهبية عن حملة قرفة ونعناع
- شارك في قمة أبو ظبي الإعلامية عام 2014 كأحد أكثر الأشخاص المؤثرين علي الإنترنت في الشرق الأوسط [8]

## هوامش
- قدم موسمين من برنامج العلم والإيماو على يوتيوب
- لاقي الموسم الأول نجاحا كبيرا الأمر الذي جعل الجمهور يطالب بموسما آخر والذي قدمه بالفعل هشام عام 2014 ولاقي هذا الموسم نجاحا أكبر
- شارك في الحملة الترويجية لفيلم هيبتا مع فريق شارموفرز [8][10]